# Paul O'Shaughnessy
Paul O'Shaughnessy is een Ierse traditionele violist, geboren in Dublin, Ierland maar grootgebracht in County Donegal. Hij kreeg zijn eerste vioollessen van zijn moeder. Hij speelt in de speciale Donegal stijl. Vanaf 1989 deed hij mee aan drie albums voor de bekende Ierse folkband Altan. Na het verlaten van Altan ging hij met verschillende Ierse muzikanten albums maken. Hij maakte ook twee albums met de folkband Beginish.

## Discografie
- 1989 Altan, Horse with a Heart
- 1990 Altan, The Red Crow
- 1991 Altan, Harvest Storm
- 19?? The Fiddle Music of Donegal, (compilatiealbum)
- 1996 Within a Mile of Dublin, met Paul McGratton
- 1997 Beginish
- 1999 Sray Another While, met Frankie Lane
- 2001 Stormy Weather, met Beginish
- 2005 Born for Sport, met Harry Bradley